# Sint-Jan Baptistkerk (Kerkhoven)

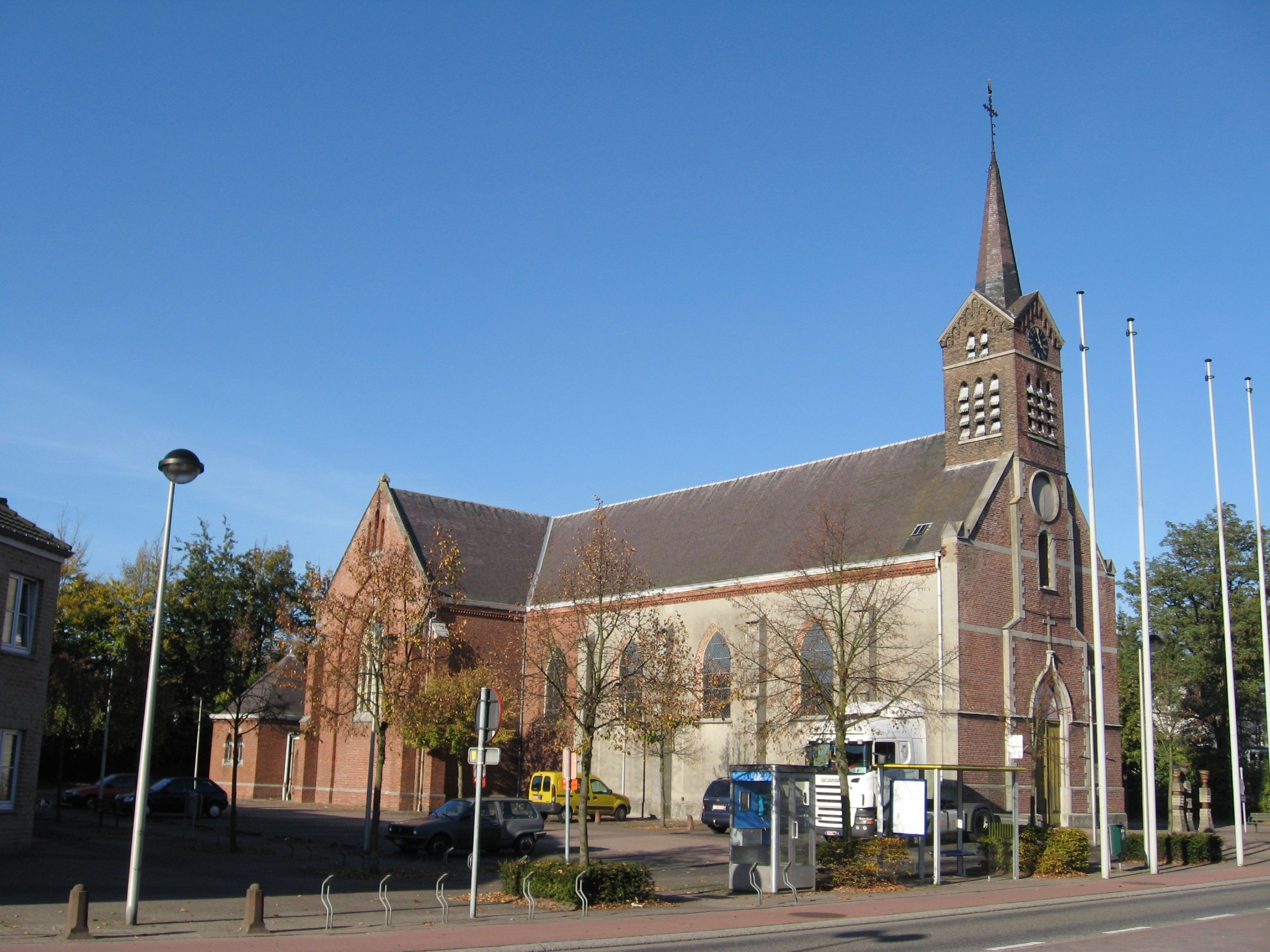
Sint-Jan Baptistkerk

De Sint-Jan Baptistkerk (ook: Johannes de Doperkerk) is de parochiekerk van Kerkhoven, gelegen aan Kerkhovensesteenweg 426.
De  neogotische kerk werd van 1852 tot 1855 in baksteen gebouwd door de architect Lambert Jaminé, met hulp van Herman Jaminé. Ze was eerst Kapel van Lommel-Broek genaamd, naar de oude naam voor Kerkhoven. In 1877 werd ze tot parochiekerk verheven. Onder leiding van Hyacinth Martens werd de eenbeukige kerk in 1890-1892 met een dwarsbeuk vergroot tot kruiskerk. De naaldspits van de ingebouwde toren is achtkantig tussen vier topgevels, evenals die van de Sint-Jozefskerk in het nabij gelegen Lommel.
Het interieur is overwelfd met een spits tongewelf. Een beeld van Johannes in disco kan 16e-eeuws zijn. De rest van het interieur is 19e-eeuws.
In 1907 bracht Peter Heidbuchel er muurschilderingen aan. Van der Burght vervaardigde 5 glasramen voor de kerk.